# Carl Wilhelm Sellin
Carl Wilhelm Sellin (* 3. Juni 1793 in Tribsow; † 10. September 1850 in Ludwigslust) war ein deutscher evangelisch-lutherischer Theologe und Seminardirektor. 

## Leben
Sellin war der Sohn des Schneidermeisters und Schulhalters Joachim Sellin. Ab April 1812 besuchte er das 1811 gegründete Schullehrer-Seminar in Stettin unter Justus Günther Graßmann. Durch die Auswirkungen der Belagerung Stettins 1813 wurde das Seminar aufgelöst. Sellin wurde vorübergehend Privatsekretär in Cammin und trat 27. Dezember 1813 in die pommersche Landwehr ein. Er wurde schnell Unteroffizier und Lazarettinspector in Stettin. Er erkrankte dort an Nervenfieber; wieder gesundet, wurde er zum Capitain d'armes befördert. 
1814 nahm er seinen Abschied und ging wieder aufs Seminar. 1816 wechselte er auf das Marienstiftsgymnasium. Zu Michaelis 1820 konnte er sein Studium der Evangelischen Theologie an der Universität Halle aufnehmen, das er dann an der Universität Berlin fortsetzte. Durch Vermittlung Graßmanns erhielt er von Ludolph von Beckedorff eine Stelle als Seminarlehrer in Potsdam. 

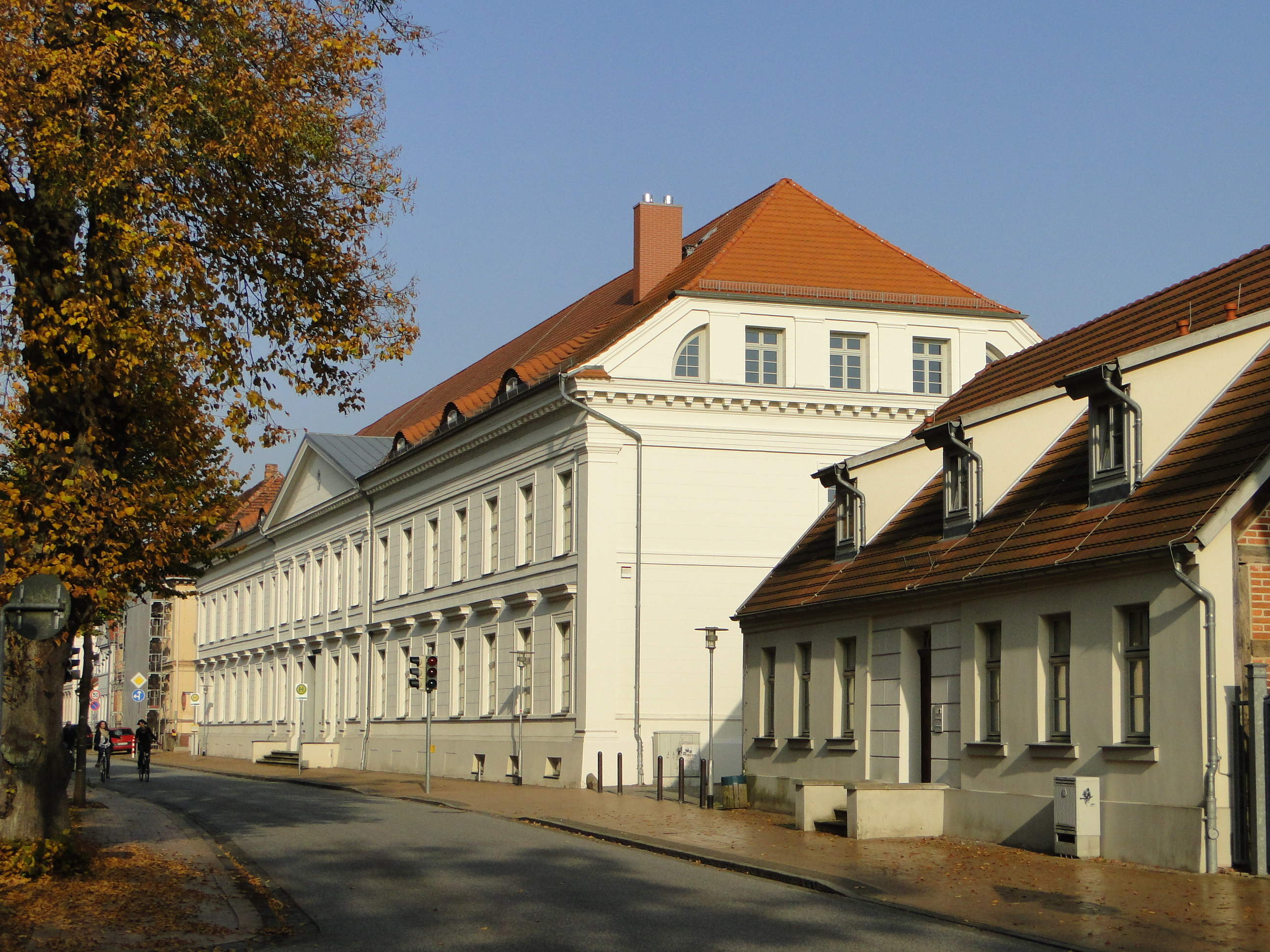
1830 errichtetes Gebäude des Lehrerseminars in Ludwigslust

Als das Mecklenburgische Domanial-Lehrerseminar in Ludwigslust nach preußischem Muster neu organisiert wurde und erstmals einen Direktor brauchte, erhielt Sellin diese Berufung. Von 1830 bis zum 14. Juli 1839 leitete er das Seminar. Dann wurde er in ihr Kuratorium und zum Pastor der Ersten Pfarrstelle an der Stadtkirche Ludwigslust berufen. Seit 1835 war er Mitglied des Vereins für mecklenburgische Geschichte und Altertumskunde.
Er war seit 1830 verheiratet mit Emma, geb. Seiler (1807–1877), einer Tochter des Pastors Seiler in Vehlefanz (Oberkrämer). Zu den zahlreichen Kindern des Paares gehörten der Theologe und Gymnasiallehrer Carl (Adolph Franz Friedrich Wilhelm) Sellin (1833–1910), der Kaufmann Theodor Sellin (1835–1856), der Pastor in Dassow und Kirchenrat Wilhelm (Christoph Elias Bernhard Donatus) Sellin (1838–1931, Vater des Alttestamentlers Ernst Sellin), Kolonialdirektor Albrecht (Wilhelm) Sellin (1841–1933), Gotthilf Sellin (1844–1921), Historiker, Lehrer und Esperantist, sowie die Schwestern Emma und Johanna Sellin.
Sein Grab auf dem Friedhof von Ludwigslust zierte ein aus Sandstein gearbeitetes Monument mit der Widmung Die dankbaren Zöglinge, das ihm die von ihm ausgebildeten Lehrer Mecklenburgs errichteten.

## Werke
- Erstes Lesebuch für Volksschulen in Mecklenburg. Rostock:  Adler (Erste Auflage von seinem Amtsvorgänger Carl Griewank unter dem Titel: Kleines Lesebuch, zunächst bestimmt für das Seminarium in Ludwigslust, Adler, Rostock 1825)
- Das Schullehrerseminar zu Ludwigslust zur Jubelfeier der 50jährigen Regierung des Großherzogs Friedrich Franz. Schwerin: Kürschner 1835
- verschiedene Artikel im Schulblatt für die Großherzogtümer Mecklenburg-Schwerin und Strelitz von 1834 an.